# 邯郸战役
邯郸战役（又称漳河戰役，平汉战役）是指1945年10月至11月中華民國国军沿平汉路北上接受日军投降时，在河北省邯郸以南地区与八路军晋冀鲁豫军区部队发生冲突的事件，八路军称其为“对国民党军进行的自卫反击战役”，该战役与上党战役、平绥战役、津浦战役等，是第二次国共内战的序曲。

## 背景与部署
1945年9月，國民革命軍陆续在各地接受日军投降，调遣军队进入中共解放区，但八路军不允许国军进入解放区，认为这是对他们的侵犯；同时，八路军也在积极的接受日本军的投降以扩大解放区。山西方面，八路军发动了上党战役以阻止国军受降。10月10日，双方在重庆签署了双十协定，但是双方的实质问题并未解决。
上党战役接近尾声但还没有完全结束时，晋冀鲁豫八路军主力大部分在晋东南，一时难以立刻赶到邯郸一带。刘伯承、邓小平在上党战役时特意将原在邯郸附近的冀鲁豫纵队留在那里，监视平汉铁路北段国军，担负阻击任务。10月10日，刘伯承、邓小平电令: “冀鲁豫、冀南应放松次要方向，抽出大军使用于平汉线有决定意义的方向，不可处处顾虑，兵力分散，到处无力。”
10月中旬，国军第11战区司令长官孙连仲下属的第30军、第40军及新编第8军共7个师4万余人组成的第一梯队，在第11战区副司令长官高树勋的率领下，从新乡出发，沿着平汉线向东北移动；第32军及收编的原伪军新編第四路軍總指揮孙殿英部作为第二梯队尾随第一梯队继续跟进。国军按计划将进入邯郸、石家庄，以恢复国民政府统治。但高树勋与中央嫡系矛盾极为尖锐。孙连仲在口述历史中回忆： “高树勋初来的时候，也很受歧视，大家都『吃』他。何应钦（注：应为汤恩伯）派胡伯翰去接他的军长，他当然不乐意。高树勋的内弟刘洁，大学毕业，是共产党，对高也有影响。有一次我们一起喝酒，高借酒就打了胡伯翰两个耳光，并且说: 『我们都是河北人，你怎么搞我？』”
10月16日，晋冀鲁豫军区下达了进行邯郸战役的命令和作战方案。10月17日，毛泽东在延安以中共中央名义致电晋冀鲁豫中央局： “在你们领导之下打了一个胜利的上党战役，使得我们有可能争取下一次相等的或更大的胜利。” “即将结束的新的平汉战役，是为着反对国民党主要力量的进攻，为着争取和平局面的实现，这个战役的胜负，关系极为重大。”为了阻止国军北进，中共中央军委指示晋冀鲁豫军区，要以一部兵力截击沿同蒲路北进的国军第十一战区后续部队，集中主力，对付沿平汉路北进之敌，同时要“以逸待劳，诱敌深入到安阳、沙河之间于我有利之地形，再坚决扼制之，迫使敌全部或大部展开，然后以主力从敌暴露的翼侧或后方进行猛烈的攻击”。
晋冀鲁豫军区司令员刘伯承、政治委员邓小平决定派遣第1、第2、第3纵队及冀鲁豫、冀南、太行军区部队一共六万余人参与作战并让民兵十万余人配合作战。希望将国军先头的三个军诱击于漳河以北，邯郸以南的滏阳河套地区。而对于新编第8军，在准备与其交战的同时，八路军方面也在积极的争取该部在战场上倒戈投降。

## 战役经过
10月20日，国军先头部队抵达漳河附近的岳镇、丰乐镇一线，在此遭到了晋冀鲁豫军区的攻击。10月22日，国军主力开始渡过漳河，沿着铁路东侧开始交替掩护向前行进，八路军令第1纵队主力到达邯郸以南阻止国军队进入邯郸。第二天进占磁县。
刘伯承认为： “但反动派忽视了这些弱点，相反地把我军都当作只能扰乱的游击队看待，以为它用三个军沿滏阳河轻装急进，就可以把我们撇在两侧，尤其撇开磁（县）邯（郸）向平汉路西之侧击，而自由进入邯郸、邢台，接上石家庄的第三军、第十六军。因此它不需要飞机、坦克的配合，也不需要其他兵团在邻近左右前后直接策应，也不需要带足够的弹药，就能完成任务。这就犯了『夜郎自大』的骄傲和孤军深入的错误。”陈锡联回忆： “但我后续部队尚未全部到达。因此，刘邓首先决定暂时不发起总攻，而是采取『猫逮老鼠，盘软再吃』的战法，令第一纵队先行阻击敌人，坚决迟滞其前进，将各参战部队分成路东、路西两个方向，压缩、分割敌人。”
10月24日，国军于黄昏时分突破了第一纵队第一旅在崔曲、夹堤之间的阵地，先头的三个军已经全部渡过漳河，沿平汉铁路东侧推进到马头镇、磁县之间的地区。第一纵队和冀南一部分地方部队在崔曲、马头镇顽强阻击。双方在这里展开激烈的拉锯战。参加上党战役的八路军主力3个纵队，除太岳纵队继续留在晋东南地区、巩固上党战役成果外，其他部队相继赶到邯郸地区战场。最早到的是冀鲁豫军区骑兵团，投入从正面阻滞国军北上的战斗。接着，陈再道率领的第二纵队到达，刘伯承在电话中告诉他们：“决战时机已经成熟，你们要准备向南打，但不要打马头镇地区的新八军，李达参谋长正在和高树勋谈判。”这就为切断三十军、四十军的向南退路作了准备。陈锡联率领的第三纵队随即开到，奉命向南开到磁县县城以东的国军队退路上隐藏设伏，待机歼敌。国军3个军被包围在邯郸以南、马头镇以东、商城以西之狭长地带，同时还控制住了漳河渡口。
10月26日，国军从石家庄、安阳向被围军队进行增援。八路军一面加速对被围国军的攻击和骚扰，一面调遣部队骚扰拖延国军增援部队的速度。
10月27日，毛泽东为中共中央军委起草致刘邓薄张（际春）李（达）电：“部署甚当，俟后续到齐，养精蓄锐，那时敌必饥疲，弱点暴露，我集中主力寻求弱点，歼灭其一两个师，敌气必挫。”

### 八路軍總攻、高樹勳倒戈
10月28日，八路军后续部队全部到齐，遂于黄昏时向被围国军发起总攻，同时派遣李达赴国軍新八军军部，敦促第11战区副司令长官兼新8军军长高树勋率部起义。战至10月30日，国軍第四十军第106师大部被歼灭，而第三十军也遭到重大打击。同时，新编第八军和河北民军大约1万余人在磁县马头镇宣布起义。“晋冀鲁豫军区领导判断，高树勋部起义后其余敌人必然向南突围，乃故意放开退路，将（从上党赶来的陈锡联、陈再道两个纵队等部）主力先敌南移到漳河以北敌退路两侧，准备歼灭突围之敌。31日黎明前，敌主力开始向南突围。” 国军脱离即设的阵地后已陷入一片惊慌和混乱，早就等待在国军侧后的八路军立刻多路在漳河北岸兜击，将漳河以北的村庄要点全部占领，断绝了国军的退路。11月1日晚突入第十一战区长官部，俘虜了第11戰區副司令長官兼第40軍軍長馬法五。国军失去指挥，大乱四散奔逃。八路军南北集团各部奋起围追堵截在旗杆樟、辛庄、马营一带。到11月2日，向南突围的国军除少数漏网外，被全歼于临漳、磁县之间。本来准备南北齐来夹击的增援部队（在石家庄的第十六军和在安阳的第三十二军）闻风撤退。

## 结果与影响
战役结束后，国军除新编第八军一万余人投降之外，共损失三千余人，1.7万余人被俘。
1945年11月6日，孙连仲致电蒋介石：“拟请钧座对职严予处分，以彰赏罚。”蒋介石当日批示：“所谓处分一节，应勿庸议。”
1945年11月11日，邓小平在中共晋冀鲁豫中央局第一次会议上概括地指出： “上党战役取得了完全的胜利，平汉战役现在至少可以说第一阶段已取得了胜利，这都是歼灭战，而且平汉线上高树勋的起义，还是政治上的胜利。这些胜利是由于前后方一致，军民一致、上下一致取得的。”1989年邓小平评价：“我们打平汉战役比打上党战役还困难。打了上党战役，虽然弹药有点补充，装备有点改善，但还是一个游击队的集合体。在疲惫不堪的情况下，又打平汉战役。”还特别讲到高树勋的起义，说：“他的功劳很大。没有他起义，敌人虽然不会胜利，但是也不会失败得那么干脆，退走的能力还是有的，至少可以跑出主力。他一起义，马法五的两个军就被我们消灭了，只跑掉三千人。”
1945年11月12日，中共中央为此专门发出了《关于扩大邯郸起义宣传的指示》。